# Park Narodowy Mount Chinghee
Mount Chinghee (ang. Mount Chinghee National Park) – park narodowy, położony w stanie Queensland w Australii, około 93 km na południe od miasta Brisbane.
Park ten jest częścią rezerwatu Gondwana Rainforests of Australia, wpisanego na listę światowego dziedzictwa UNESCO.